# Les Quatre Étoiles
Les Quatre Étoiles du Zaire, auch als Quatre Étoiles oder 4 Stars bekannt, war eine kongolesische Soukous-Band der 1980er und 1990er Jahre, die in weiten Teilen Afrikas sehr bekannt war.
Sie bestand zwischen 1982 und 1996 und formierte sich aus den in Paris lebenden kongolesischen Musikern Bopol Mansiamina (Bass- und Rhythmusgitarre), Wuta Mayi (Gesang), Syran Mbenza (Leadgitarre) und Nyboma (Gesang). Die Band wurde allgemein als Supergruppe bezeichnet, da jedes der vier Mitglieder seit langem eine individuelle musikalische Karriere etabliert hatte.

## Diskografie
- 1983: Afro Rythmes Présente 4 Grandes Vedettes De La Musique Africaine
- 1983: De La Musique Africaine (Afro Rythmes)
- 1984: 4 Stars (Syllart)
- 1985: Dance (Tangent)
- 1987: Six Tubes (Syllart)
- 1988: Zairean Stars Show In The U.S (Kilimanjaro International)
- 1989: Kouamé (Four Stars Production)
- 1991: Les 4 Etoiles
- 1993: Sangonini (Stern’s)
- 1995: Adama Coly (Lusafrica)
- 1996: Live in London